# Henry Richardson

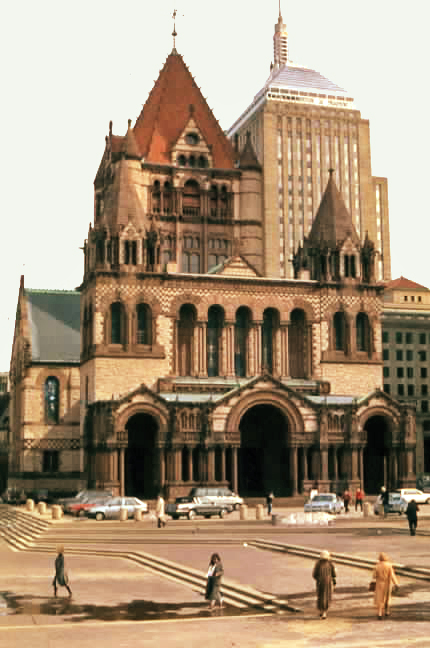
Kościół św. Trójcy

Henry Hobson Richardson (ur. 29 września 1838, zm. 27 kwietnia 1886 w Brookline) – pierwszy architekt amerykański, który osiągnął światową sławę. W latach 70. i 80. XIX wieku, miał ogromny wpływ na kształtowanie się amerykańskiej architektury.
Twórczość Richardsona reprezentuje neoromański nurt historyzmu (ang. Romanesque Revival), wiodącego stylu epoki. Architekt był zwolennikiem stosowania antycznych form architektonicznych we współczesnym budownictwie. Jego najbardziej znane projekty odznaczają się masywnością i prostotą form z wykorzystaniem kamienia, cegły i "rzymskich" dachówek.
Jego pierwszym osiągnięciem było zwycięstwo w konkursie na projekt kościoła św. Trójcy w Bostonie w roku 1872. Później zaprojektował kilkadziesiąt podobnych budowli w całych Stanach Zjednoczonych. Jego styl został przyjęty szczególnie dobrze w Prusach, gdzie powstało wiele monumentalnych budowli (np. w Poznaniu) mających sugerować, że styl romański i wczesny gotyk wiążą się nierozerwalnie z początkami niemieckiej architektury.